# Elena Santarelli
Elena Santarelli (Latina, 18 de agosto de 1981) é uma apresentadora de televisão, modelo e atriz italiana.

## Biografia
Santarelli nasceu em Latina, mas cresceu em Sermoneta. Após concluir seus estudos, iniciaria uma carreira de modelo desfilando para as grifes de Giorgio Armani, Laura Biagiotti e Gai Mattiolo. Em 1999, venceria o concurso Elite Model Look. No início da década de 2000, se tornou assistente de palco de Amadeus, no game show L'eredità.
Após realizar uma ponta como ela mesma no filme Il pranzo della domenica, de Carlo Vanzina, se tornou conhecida do grande público e da indústria de mídia local, que a escalou para participações no programa esportivo Stadio Sprint do canal Rai 2 e na terceira temporada do reality show L'isola dei famosi. Em 19 de março de 2006 ela apresentou a cerimônia de encerramento dos Jogos Paralímpicos de Inverno de Turim.
Após esporádicas participações no cinema, Elena se voltou para uma prolífica carreira televisiva, participando de diversos programas na televisão italiana.

### Vida pessoal
Elena Santarelli vive com Bernardo Corradi, futebolista italiano, com quem tem um filho, Giacomo.

## Carreira

### Cinema
- Il pranzo della domenica (2003)
- Vita Smeralda (2006)
- Commediasexi (2006)
- Baciato dalla fortuna (2011)

### Televisão
- L'eredità (2004)
- Stadio Sprint (2004-2005)
- L'isola dei famosi (2005)
- IX Giochi Paralimpici invernali (2006)
- BravoGrazie (2006)
- Glob - L'osceno del villaggio (2007)
- Camera Café (serie televisiva) (2007-2008)
- Total Request Live (Italia) (2007-2009)
- Finale Mediafriends Cup (2010)
- Kalispéra (2010-2011)
- Plastik - Ultrabellezza (2011)
- Don Matteo (serie televisiva)[4] (2011)